# Vive libre o muere
"Vive libre o muere" es el episodio número setenta y uno de la serie de la HBO Los Soprano y el sexto de la sexta temporada. Escrito por David Chase, Terence Winter, Robin Green y Mitchell Burgess, y dirigido por Tim Van Patten, se emitió por primera vez el 16 de abril de 2006.

## Reparto
- James Gandolfini como Tony Soprano
- Lorraine Bracco como la doctora Jennifer Melfi
- Edie Falco como Carmela Soprano
- Michael Imperioli como Christopher Moltisanti
- Dominic Chianese como Corrado Soprano, Jr.
- Steven Van Zandt como Silvio Dante
- Tony Sirico como Paulie Gualtieri
- Robert Iler como Anthony Soprano, Jr.
- Jamie-Lynn Sigler como Meadow Soprano
- Aida Turturro como Janice Soprano Baccalieri
- Steven R. Schirripa como Bobby Baccalieri
- Frank Vincent como Phil Leotardo
- John Ventimiglia como Artie Bucco
- Joseph R. Gannascoli como Vito Spatafore
- Dan Grimaldi como Patsy Parisi
- Toni Kalem como Angie Bonpensiero
- Sharon Angela como Rosalie Aprile

### Estrellas invitadas
- Tom Aldredge como Hugh De Angelis
- Edoardo Ballerini como Corky Caporale
- Elizabeth Bracco como Marie Spatafore
- Max Casella como Benny Fazio
- Will Janowitz como Finn DeTrolio
- Arthur Nascarella como Carlo Gervasi
- Anthony Ribustello como Dante Greco
- Suzanne Shepherd como Mary De Angelis
- Lenny Venito como James "Murmur" Zancone
- Maureen Van Zandt como Gabriella Dante
- Louis Gross como Perry Annunziata
- John Costelloe como Jim Witowski
- Selenis Leyva como Jill Dibiaso
- Danny Mastrogiorgio como Kevin Mucci
- Susan Blommaert como Betty Wolf
- Donna Villella como Rae 'Rafaella' Martino
- Adam Trese como Michael Kardish
- Jacqueline Antaramian como la señora Fahim Ulleh Khan
- Afeefa Ayube como Afaf Khan
- Laith Nakli como el señor Fahim Ulleh Khan
- Ron Castellano como Terry Doria
- Amanda Magnavita como canguro
- Michael Malone como dueño de la tienda de antigüedades
- Frank Borrelli como Vito Spatafore, Jr.
- Paulina Gerzon como Francesca Spatafore
- James Hindman como Carty
- Leo Daignault como Don
- Robert Feeley como paciente de rehabilitación
- Cal Crenshaw como lugareño

## Resumen del episodio
Tony Soprano hace las paces con Perry Annunziata, su guardaespaldas, al que da algo de dinero para compensarlo por la paliza, y él se disculpa por haber levantado la mano a su jefe.
Los mafiosos de Nueva York que pillaron a Vito Spatafore bailando en un bar gay vestido de cuero difunden la noticia. Uno de los socios, que dijo que Sal Iacuzzo de Yonkers, Nueva York, había visto a Vito en el bar gay, les cuenta la historia a Christopher Moltisanti y a su amigo “Murmur” durante un receso de una reunión de Alcohólicos Anónimos, y ellos a su vez se la repiten a Tony y a la banda en el Bada Bing! Paulie Gualtieri califica la historia de calumnia y Tony insiste en que se necesitan más pruebas antes de condenarlo.
Benny Fazio, Dante Greco y Terry Doria visitan a Vito y su amante en la casa de la playa en Jersey Shore, donde está viviendo ahora. Vito vuelve a casa tarde esa noche, va a ver a sus hijos un instante mientras duermen, coge algo de ropa, un par de fotos familiares y varios fajos de billetes, y se marcha con su coche en mitad de la tormenta, tirando su teléfono móvil por la ventanilla. Después de golpear la rama caída de un árbol, abandona el coche en la cuneta y se va caminando hasta llegar a un pequeño pueblo de New Hampshire. Exhausto, entra a una pensión donde pasa la noche.
La apresurada desaparición de Vito sugiere a Christopher y los otros que tiene algo que esconder. Silvio aporta más información, al recordar que Vito lo llamó por la noche después de haber sido visto en el club gay. Además, después de hablar con la esposa de Vito, Marie Spatafore, Silvio declara: “En mis negocios, me rodeo de muchas mujeres, y ésta no ha echado un polvo”. Mientras tanto, Tony continúa llamando por teléfono a Vito, sin éxito. Un operario encuentra el teléfono de Vito cuando lo escucha sonar mientras hacía trabajos en la carretera; perplejo y ofendido por los comentarios de Tony, el trabajador acaba tirando el teléfono bajo la máquina apisonadora, que lo machaca sobre el asfalto fresco.
El chisme no tarda en extenderse cuando Meadow revela a Carmela y Rosalie que Finn había visto a Vito practicándole sexo oral a un guardia de seguridad de la obra en la que Vito y Finn trabajaron (en el episodio de la quinta temporada titulado “Varones negros no identificados”). Tony lleva a Finn a la trastienda de Satriale’s y le pide que repita la historia a los presentes. Los mafiosos se escandalizan y lo que más los ofende es el hecho de que Vito estuviera “recibiendo” en vez de “dando”, sobre todo a Paulie. Mientras unos se lo toman a broma, los miembros más conservadores piden directamente la ejecución de Vito. El interrogatorio deja a Finn aterrorizado.
Meadow es criticada por simpatizar con una familia musulmana de Afganistán que acude al centro legal del South Bronx en el que trabaja, y tampoco encuentra apoyo en casa: cuando afirma que las políticas de George W. Bush están erosionando los “derechos constitucionales”, Tony se mete con ella y Carmela dice que votó por él en las elecciones presidenciales. Meadow empieza como becaria en un despacho de abogados que se encarga de delitos de guante blanco. Más tarde comenta un caso de su nuevo trabajo fumando marihuana con Finn, y acaban discutiendo sobre el trato que el gobierno había proferido a John Sacrimoni en la boda de su hija. Mientras Meadow considera que las medidas de protección pueden considerarse acoso, Finn defiende la dureza de su actuación. Finn recrimina a Meadow que racionalice el trabajo de su padre como una tradición italiana y califica de hipócrita su actitud al defender a Vito, al no parecer ver ningún problema en cómo los mafiosos “repartirán su propia justicia” por la orientación sexual de Vito. Meadow sale de la habitación hecha una furia.
El comentario de Meadow sobre los terroristas lleva a Tony a preguntar a Christopher si sus amigos árabes, Ahmed y Muhammad, pueden ser de al-Qaeda. Christopher le responde que parecen demasiado tolerantes y americanizados como para serlo, aunque la sugerencia lo deja algo preocupado.
Paulie se siente personalmente traicionado y lidera las quejas que piden la cabeza de Vito. Tony transfiere el negocio de construcción de Vito a Carlo Gervasi, que le desvela los crecientes rumores de que los subordinados del Capo ahora fugado no acatarán sus órdenes a su vuelta, y que algunos de ellos manifiestan su deseo de matarlo ellos mismos. Tony, que ha expresado a la Dra. Melfi su ambivalencia sobre si la orientación sexual de Vito verdaderamente importa, logra sofocar los gritos que piden un derramamiento de sangre mientras considera el impacto que la muerte de Vito tendrá sobre su mujer y sus hijos así como sobre sus propios ingresos. Después de que Tony sugiera a Silvio que no perseguirá a Vito, Silvio le indica a Tony que sus hombres usarán su clemencia como una excusa para recolectar menos dinero.
Phil Leotardo visita a su prima Marie, que está destrozada, para consolarla, ya que ambos han sido ya informados de las acusaciones que pesan sobre su marido Vito. Phil pregunta a Marie si puede ayudarlo a localizarlo, presumiblemente para conseguirle “una terapia”.
Mientras tanto, Carmela descubre que Angie Bonpensiero ha diversificado en secreto su negocio con algunos miembros de la banda de Christopher, poniendo dinero para préstamos y comprando piezas de coches robados. Angie parece estar demasiado preocupada por su trabajo para cenar con sus amigas, las esposas de los mafiosos, y dona una cantidad mucho más elevada de lo esperado para la subasta benéfica de Carmela. Rosalie Aprile concluye que Angie solía pertenecer a su círculo de amigas, pero que ahora es “uno de ellos” (los mafiosos).
Carmela intenta presionar a Tony para que el inspector de la construcción le permita continuar con su trabajo en su casa sobre plano, sin éxito; Tony parece olvidar su petición, y Carmela se horroriza al darse cuenta de que su padre Hugh De Angelis se ha dedicado a robar materiales de la obra para revenderlos.
Tony informa a Christopher que enviarán a dos sicarios italianos a los Estados Unidos desde Europa para matar a Rusty Millio y le pide que contrate a “un tercero” que les provea de armas y actúe como intermediario entre los asesinos y las familias del crimen DiMeo/Soprano. Esta vez, el capo dice que está de acuerdo con la decisión de Tony de distanciarse del crimen tanto como sea posible. Christopher después queda con Corky Caporale, un socio de la familia que habla italiano, le ordena la tarea y le da heroína como parte del pago por adelantado.
En su escondite de New Hampshire, Vito intenta sin éxito localizar a un primo suyo y, haciéndose pasar por un hombre de Scottsdale, Arizona, socializa con los lugareños y los turistas. Observa a una pareja gay que es acogida amablemente en un restaurante local.  Entre la paz y la tranquilidad, Vito se detiene en un pintoresco río de aguas blancas y después visita una tienda de antigüedades. Vito observa el lema en una de las matrículas de New Hampshire: “Vive libre o muere”. Coge un jarrón y lo admira. El propietario le dice que tiene “un buen ojo” y que tiene un “talento nato”, ya que resulta ser la pieza más cara de la tienda.